# Polskie Radio Olsztyn
Polskie Radio Olsztyn – regionalna rozgłośnia Polskiego Radia nadająca z Olsztyna. Swym zasięgiem obejmuje całe województwo warmińsko-mazurskie oraz część pomorskiego, mazowieckiego i kujawsko-pomorskiego.

## Historia
Pierwsze kroki radio stawiało jako jedna z ośmiu Ekspozytur Polskiego Radia. W związku z tym olsztyńska rozgłośnia nie była wyposażona w urządzenia nadające program w eter. Jedynej możliwość emitowania audycji musiano upatrywać w sieci miejskich i wojewódzkich radiowęzłów. W taki sposób 2 października 1952 roku olsztyńskie radio nadało swą pierwszą audycję. Przez pierwsze 5 lat istnienia sygnał dochodził do około 45 tysięcy słuchaczy.
1 stycznia 1958 roku Ekspozytura Polskiego Radia w Olsztynie została przekształcona w Rozgłośnię Polskiego Radia. Fakt ten pozwolił na lepszy odbiór nadawanych audycji oraz na większą liczbę słuchaczy. W lipcu 1959 roku olsztyńskie radio przeniosło się do nowej siedziby przy ulicy Działdowskiej (obecnie Radiowej). Od 1964 roku Polskie Radio Olsztyn nadaje na falach UKF. W 1969 roku oddano do użytku nowe centrum nadawcze w Pieczewie, gdzie zainstalowano anteny nadawcze umożliwiające odbiór programów radiowych w całym regionie. W roku 1972 rozpoczęto eksperymentalne nadawanie audycji stereofonicznych.
W 1992 roku Radio Olsztyn nadawało całą dobę własny program. 1 grudnia 1993 roku nastąpiło przekształcenie państwowej jednostki organizacyjnej w spółkę prawa handlowego. Dało to rozgłośni samodzielność prawną. W 2001 roku Radio Olsztyn uzyskało zgodę KRRiTV na podział pasma i rozpoczęło nadawanie regularnych audycji w języku ukraińskim. Od kwietnia nadawane są także audycje w języku niemieckim.
29 grudnia 2023 roku, Minister Kultury i Dziedzictwa Narodowego, jako reprezentant Skarbu Państwa posiadającego 100% akcji, kontynuując proces likwidacji 17 spółek regionalnych rozgłośni Polskiego Radia, powołał likwidatora dla spółki „Radio Olsztyn” SA – został nim Artur Lewandowski.

## Słuchalność
Według badania Radio Track (wykonane przez Millward Brown SMG/KRC) za okres listopad-kwiecień 2021/2022, wskaźnik udziału w rynku słuchalności Polskiego Radia Olsztyn wyniósł 7,7 proc., co dało tej stacji 5. pozycję w olsztyńskim rynku radiowym.

## Częstotliwości
Polskie Radio Olsztyn nadaje na częstotliwościach:
- RTCN Olsztyn/Pieczewo 103,2 MHz w Olsztynie i okolicach
- RTON Elbląg/Jagodnik 103,4 MHz w Elblągu, Malborku, Braniewie i okolicach
- RTCN Giżycko/Miłki 99,6 MHz w Giżycku, Ełku i okolicach

Poszczególne nadajniki emitują różne mutacje sygnału – w Elblągu program uzupełniany jest o audycje lokalne, zaś w Giżycku o audycje dla mniejszości ukraińskiej. Stacji można też słuchać w internecie, korzystając z oficjalnej strony rozgłośni.

## Odbiór cyfrowy
Od 2015 roku rozgłośni można słuchać na radioodbiornikach naziemnej radiofonii cyfrowej DAB+.

## Nagrody i wyróżnienia
Rok 2002 to data szczególna w dziejach Radia Olsztyn, zamykająca 50-letnią historię jego istnienia. Podczas jubileuszowych uroczystości Zarząd Polskiego Radia S.A. przyznał rozgłośni najwyższe wyróżnienie – Honorowy Złoty Mikrofon. To drugi Złoty Mikrofon dla Radia Olsztyn. Pierwszy, ponad 20 lat temu, zdobyła Maryna Okęcka-Bromkowa za cykl folklorystycznych audycji pt. „Tropami ludzi i pieśni”.
Złoty Mikrofon Polskiego Radia przyznawany jest od 1969 roku Mistrzom przez Mistrzów za uzyskanie trwałego wysokiego poziomu i wysokiej klasy sztuki radiowej oraz za wybitne osiągnięcia twórcze dla radia publicznego.
Polskie Radio Olsztyn otrzymało też medal z okazji 80-lecia Polskiej Radiofonii. Medal ten przyznawany jest rozgłośniom wyróżniającym się współpracą z programami ogólnopolskimi i pozostałymi rozgłośniami radia publicznego. Wiele audycji powstających w Polskim Radiu Olsztyn emitowanych jest m.in. na antenie Programu Pierwszego, radiowej Trójki oraz trafia do innych rozgłośni regionalnych w kraju. Redakcja wiadomości olsztyńskiej rozgłośni od kilku lat jest w czołówce najaktywniejszych newsroomów w kraju. Wiadomości z Warmii i Mazur za pośrednictwem Informacyjnej Agencji Radiowej trafiają do słuchaczy w całej Polsce.
W konkursie Mecenas Kultury 2001 Polskie Radio Olsztyn otrzymało specjalne wyróżnienie. Nagrodzone zostało za patronat nad Ogólnopolskimi Spotkaniami Zamkowymi „Śpiewajmy Poezję” oraz Olsztyńskimi Spotkaniami Teatralnymi.
Za najlepsze materiały radiowe promujące polską turystykę krajową Radio Olsztyn zostało wyróżnione w konkursie im. Mieczysława Orłowicza. Kapituła konkursu doceniła rozgłośnię za promocję Warmii i Mazur.
Miesięcznik Żagle przyznał Polskiemu Radiu Olsztyn nagrodę im. Leonida Teligi w kategorii „Popularyzacja żeglarstwa”. To wyróżnienie od całego środowiska żeglarskiego, bowiem to osoby żeglujące na Warmii i Mazurach twierdzą, że w okresie wakacyjnym wiadomości niezbędne dla żeglarzy mogą zawsze usłyszeć na antenie Radia Olsztyn.

## Studio Muzyczne Polskiego Radia Olsztyn
PRO-Studio istnieje od 1990 roku. Doświadczenie świetnego realizatora dźwięku i muzyka Ryszarda Szmita wraz z uniwersalnym wyposażeniem technicznym oraz pomieszczeniami odpowiednio przygotowanymi pod względem akustycznym, tworzą profesjonalne miejsce nagrań muzycznych. Walory techniczne, akustyczne, profesjonalizm i miłą atmosferę „PRO-Studia” docenili między innymi: Zbigniew Namysłowski, Maanam, Anna Maria Jopek, Edyta Górniak, Robert Rozmus, Dorota Miśkiewicz, Norbi i wiele zespołów spod znaku rocka, pop-music, a także instrumentaliści wykonujący muzykę klasyczną.